# 대둔산 (충남/전북)
대둔산(大芚山)은 충청남도 논산시, 금산군과 전북특별자치도 완주군에 걸쳐 있는 산이다. 논산시에 가장 많은 면적이 속해 있다. 호서 지방과 호남 지방을 구분하는 자연적 경계이다. 충청남도 토박이들은 예로부터 한듬산이라고 불렀고, 대둔산의 명칭은 이를 한자화한 것이다.
1977년 3월 전라북도 완주군 운주면의 38.1km2가 전라북도 도립공원으로 지정되었고, 1980년 5월 충청남도 논산군 벌곡면·양촌면과 금산군 진산면 일대의 24.54km2가 충청남도 도립공원으로 각각 지정되었다.
북동쪽으로 유등천, 북쪽으로 갑천, 서쪽으로 논산천 등 금강의 지류가 흐른다. 동·남·북의 3면에서 오랜 두부침식을 받아 기괴석을 이루고, 협곡을 따라 대전~전주 간 17번 국도가 지난다.
해발 878m의 마천대를 중심으로 뻗어내린 웅장한 산세와 기암괴석이 병풍처럼 펼쳐져 절경을 이루고 있다. 낙조대·월성고지·매봉·철모·깃대봉 등의 경승지가 있고, 구름다리·케이블카 등의 관광시설이 있다. 임금바위와 입석대를 잇는 높이 81m, 폭 1m의 금강 구름다리가 있다. 1977년 도립공원 지정하면서 처음 만들어졌고, 1985년과 2021년 두 차례에 걸쳐 다시 만들어졌다.  금강 구름다리를 건너면 약수정이 나오고 여기서 삼선다리(삼선계단 1985년 건설)를 타면 왕관바위로 간다. 봉우리마다 한폭의 산수화로 그 장관을 뽐내는 대둔산은 낙조대와 금강폭포, 동심바위, 금강계곡, 삼선약수터, 옥계동 등이 절경을 이룬다. 충청남도 금산군 진산면에는 신라시대 사찰인 태고사가 있고, 전북특별자치도 완주군 운주면에는 안심사가 있으며, 충청남도 논산시 벌곡면에는 수락계곡, 선녀폭포와 충남경찰청에서 건립한 대둔산 승전탑이 있다.

## 역사

### 이치 전투 기념공원
대둔산 휴게소에는 이치 전투 기념공원이 조성되어 있다. 이치 전투는 임진왜란 당시 금산에서 전주로 넘어오려는 왜군을 섬멸한 전투로 이후 임진왜란의 정세에 큰 변화를 가져왔다.

### 대둔산 동학군 최후 항전지
동학전쟁 때 우금치 전투에서 패한 동학농민군은 대둔산에서 일본군에 마지막 항전을 벌이다 대둔산의 바위벼랑에서 모두 몸을 던져 자결했는데, 삼선계단에 가기 직전에 '대둔산 동학군 최후 항전지' 표지가 있다.

### 대둔산 승전탑
대둔산 승전탑은 충청남도 논산시 벌곡면에 있다.  1950년 1월 3일부터 1955년 1월 2일까지 5년간에 걸쳐 대둔산 일대에서 활동 중인 빨치산과 영호남에서 패주 북상하던 북괴군을 섬멸하는 과정에서 전사한 경찰관, 국군, 애국청년단원 등 1,376명의 호국영령들을 추모하기 위하여 충남지방경찰청에서 1986년 6월 23일 건립하였다. 당시 대둔산을 거점으로 활동한 공비들은 현재의 논산시, 완주군 일대와 멀리 공주·대전까지 원정하여 410여회에 걸쳐 경찰관서 습격, 양민학살 등 만행을 저질렀고, 이에 충남경찰국은 경비사령부를 설치하고 강경경찰서에 대둔산지구 전투경찰대를 창설하여 대대적인 공비 토벌작전을 전개함으로써 대둔산 일대의 공비를 소탕하였다.

## 등산로

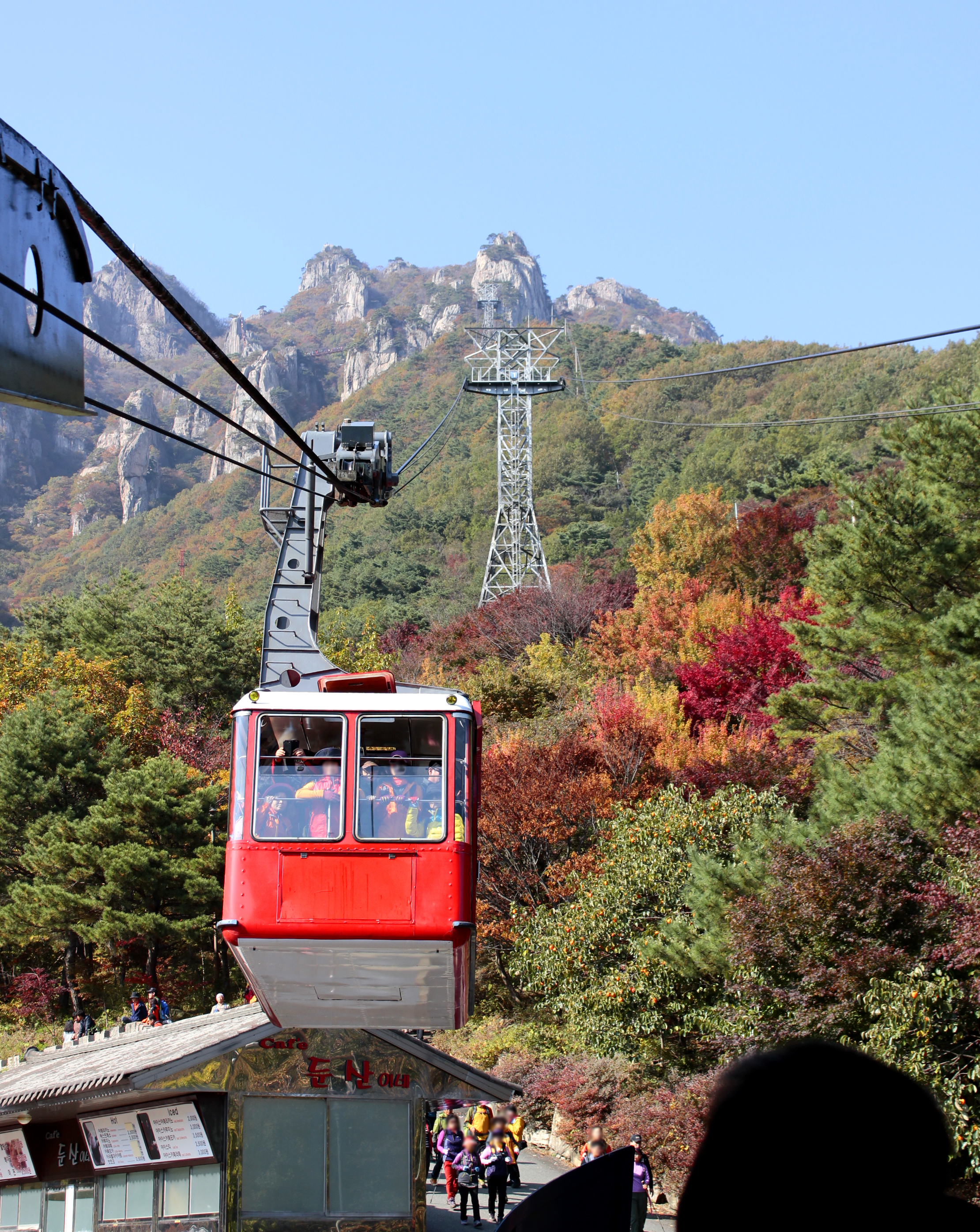
케이블카

### 완주방면 등산로
완주방면에서 오르는 잘 알려진 등산로는 3개인데, 산자락의 풍경과 기암 절벽이 장관이다. 또한 절경 사이로 케이블카가 설치되어 있어서 쉽게 정상에 오를 수 있다. 케이블카에서 내리면 철계단과 금강구름다리, 삼선계단이 이어진다.

### 수락계곡방면 등산로
충청남도에서 지정한 도립공원은 수락계곡을 중심으로 한 지역과 태고사를 중심으로 한 지역으로 나뉘어 있다. 전북특별자치도 지역의 남쪽 등산로는 물이 없는 돌길인데 비하여, 북쪽의 충청남도 지역은 골짜기로 물이 흐른다. 수락계곡의 입구에는 대둔산지구의 승전기념탑이 있으며, 수락폭포를 따라 올라가면 낙조대와 마천대에 이른다.

## 사찰
대둔산에는 태고사, 안심사, 신고운사 등 절이 있었으나 6.25 전쟁 중 불에 타서 소실되었다. 태고사는 1974년 복원되었다.

## 같이 보기
- 한국의 산
- 도립공원

## 참고 문헌
- 이 문서에는 다음커뮤니케이션(현 카카오)에서 GFDL 또는 CC-SA 라이선스로 배포한 글로벌 세계대백과사전의 내용을 기초로 작성된 글이 포함되어 있습니다.